# ノーレア
ノーレア（Norea）は、グノーシス主義におけるアダムとイヴの娘、セトの妹かつ妻であり、邪悪の縮図とも神の子の配偶者ともされている女性。ノーレアはグノーシス主義における英雄の一人であり、ノアとアルコーンの両方と対峙し、ノアから方舟に乗ることを拒否されると、それを燃やす。また、プレーローマの中にいるとされ、プレーローマを見ているともいわれる。

## 説話
アルコーンはアダムの妻であるイヴに恋情を抱くが、イヴから嘲笑される。ある時、アルコーンはイヴと寝たかと思ったが、それはイヴではなくイヴの影であり、アルコーンは自分自身を汚すことになった。
イヴはアダムとの間にカインとアベルを産んだ。カインがアベルを殺害すると、イヴはセトを産み、その後に「人間の世代から世代への助け」のために「何者にも汚されなかった処女」としてノーレアを産んだ。
アルコーンは洪水を起こして、人間やその他の生物を跡形もなく滅ぼすことを企んだ。ノアはその企みを知り、方舟を作った。ノーレアは方舟に乗る為にノアの下に行ったが、彼は彼女を方舟に乗せなかった。そのため、ノーレアは風を吹き付けて、方舟を燃やした。ノアは二隻目の方舟を作ることとなった。
アルコーンはノーレアを騙すために、彼女の下に来て、イヴは自分たちと寝たと言った。ノーレアはこれに対し、アルコーンはイヴと寝たのではなく、イヴの虚像と寝たのであり、したがって自分がアルコーンから出て来たわけでもないと告げ、自分は天上の世界から来たと言った。アルコーンは顔色を変え、ノーレアを辱めようとして迫った。ノーレアは神に向かって自分をアルコーンから助け出すよう叫んだ。すると、天から大天使エレレートが降下し、彼女になぜ叫んでいるのか尋ねた。アルコーンは退去した。エレレートは、自身のことを「理解」であると述べ、人類とアルコーンの本質について語った。

## 背景
ノーレアの説話は『アルコーンの本質』に記されているが、この文書では、ノーレアについて三人称・女性・単数の記述が続いた後に、突然ノーレアが一人称・単数の視点で語り始め、エレレートから伝えられた啓示を第三者に語る形式に変わる。
ノーレアの夫はセツ派ではセトと考えられており、マンダ教ではノアと考えられている。ノアがアルコーンに仕える者とされたのに対し、ノーレアはバルベーローに仕える者とされた。
ノーレアはナグ・ハマディ写本の『ノーレアの思想』など、セツ派の文献に頻出する人物である。ノーレア（Norea）という名前は、ハッガーダー伝承にある、ヘブライ語で「魅惑的」という意味を持つナアマ（Na'amah）が由来である可能性があり、したがって聖書に登場するナアマと関連付けられることがある。ナアマが好色とされるのに対し、ノーレアは「力に汚されなかった処女」とされる。